# Elbrus Tedejev
Elbrus Tedejev, född den 5 december 1974 i Vladikavkaz, Ryska SFSR, Sovjetunionen, är en ukrainsk brottare som tog OS-guld i lättviktsbrottning i fristilsklassen 2004 i Aten. Åtta år tidigare i Atlanta vann Tedejev brons i fjädervikt.